# Đám rối
Trong giải phẫu, đặc biệt là giải phẫu thần kinh, một đám rối (tiếng Anh: plexus, số nhiều plexuses) là một cụm các dây thần kinh kết nối với nhau, có sự chẻ nhánh và sự hợp nhánh, tạo thành các rễ, thân, ngành, bó và nhánh tận. Ngoài sử dụng cho dây thần kinh, thuật ngữ đám rối còn có thể dùng để chỉ cụm mạch, bao gồm động mạch, tĩnh mạch, mao mạch và mạch bạch huyết.
Trong cơ thể người, các đám rối thần kinh quan trọng là đám rối cổ, đám rối cánh tay, đám rối thắt lưng và đám rối cùng. 

## Phân loại

### Đám rối thần kinh
Trong cơ thể người, các đám rối thần kinh chính là đám rối cổ, đám rối cánh tay, đám rối thắt lưng và đám rối cùng.  

### Đám rối màng mạch
Đám rối màng mạch là một phần của hệ thần kinh trung ương trong não. Đám rối này bao gồm các mao mạch, khoang thất và tế bào thần kinh đệm. 

## Động vật không xương sống
Đám rối còn là thuật ngữ để chỉ hình thức tổ chức thần kinh ở động vật không xương sống. Đây là hình thức chủ yếu của hệ thần kinh trong các loài động vật ruột khoang, đến tận các loài giun dẹt. Hệ thần kinh của động vật da gai cũng có dạng này. 